# Abbey Road (album)
Abbey Road is een album uit 1969 van The Beatles, dat is genoemd naar Abbey Road, de straat waar de studio ligt. In de Abbey Road Studios hebben The Beatles veel van hun nummers opgenomen.

## Achtergrond
Abbey Road is de laatst opgenomen elpee van de band, hoewel Let It Be later werd uitgebracht. Na de Get Back-sessies wilden de bandleden nog een goed album maken voor ze uit elkaar gingen. Volgens recensenten is Abbey Road een zeer goed album; vooral kant twee werd gewaardeerd. 
Op deze kant van de plaat staat een 16 minuten lange medley van acht afgemaakte en onafgemaakte nummers (3 tot en met 10), met als terugkerend element You Never Give Me Your Money. Ringo Starr zelf zei ooit: "The last section of Abbey Road I still think is for me one of the finest pieces we've put together." 
Het album is door George Martin geproduceerd voor Apple Records. De overige technici bij de opnamen waren Geoff Emerick, Alan Parsons en Phil McDonald. De opnamen voor de plaat begonnen in april 1969. De plaat lag in september van dat jaar in de winkels.

## Albumhoes
De foto op de albumhoes laat The Beatles zien op het zebrapad voor de Abbey Road Studios in Londen.  Het idee voor deze hoes kwam van Paul McCartney. De foto werd genomen op 8 augustus 1969 door Iain MacMillan. Hij had slechts tien minuten de tijd om de foto te maken. Abbey Road was het eerste, maar niet het enige Beatles-album waarop de naam van de band noch de naam van het album op de voorkant van de hoes staat vermeld. Op de achterkant staat wel heel groot "The Beatles" en "Abbey Road" vermeld. Deze hoes is een van de beroemdste geworden in de muziekgeschiedenis. Later is deze hoes vaak geïmiteerd door andere artiesten. Een voorbeeld hiervan is de hoes van The Abbey Road EP van de Red Hot Chilli Peppers. De leden van de Red Hot Chilli Peppers lopen echter naakt met alleen een sok om hun geslachtsdeel over het zebrapad. Vandaag de dag is het bewuste zebrapad op Abbey Road een ware toeristische trekpleister. Het verkeer wordt er constant gehinderd door mensen die op het zebrapad een soortgelijke foto maken.

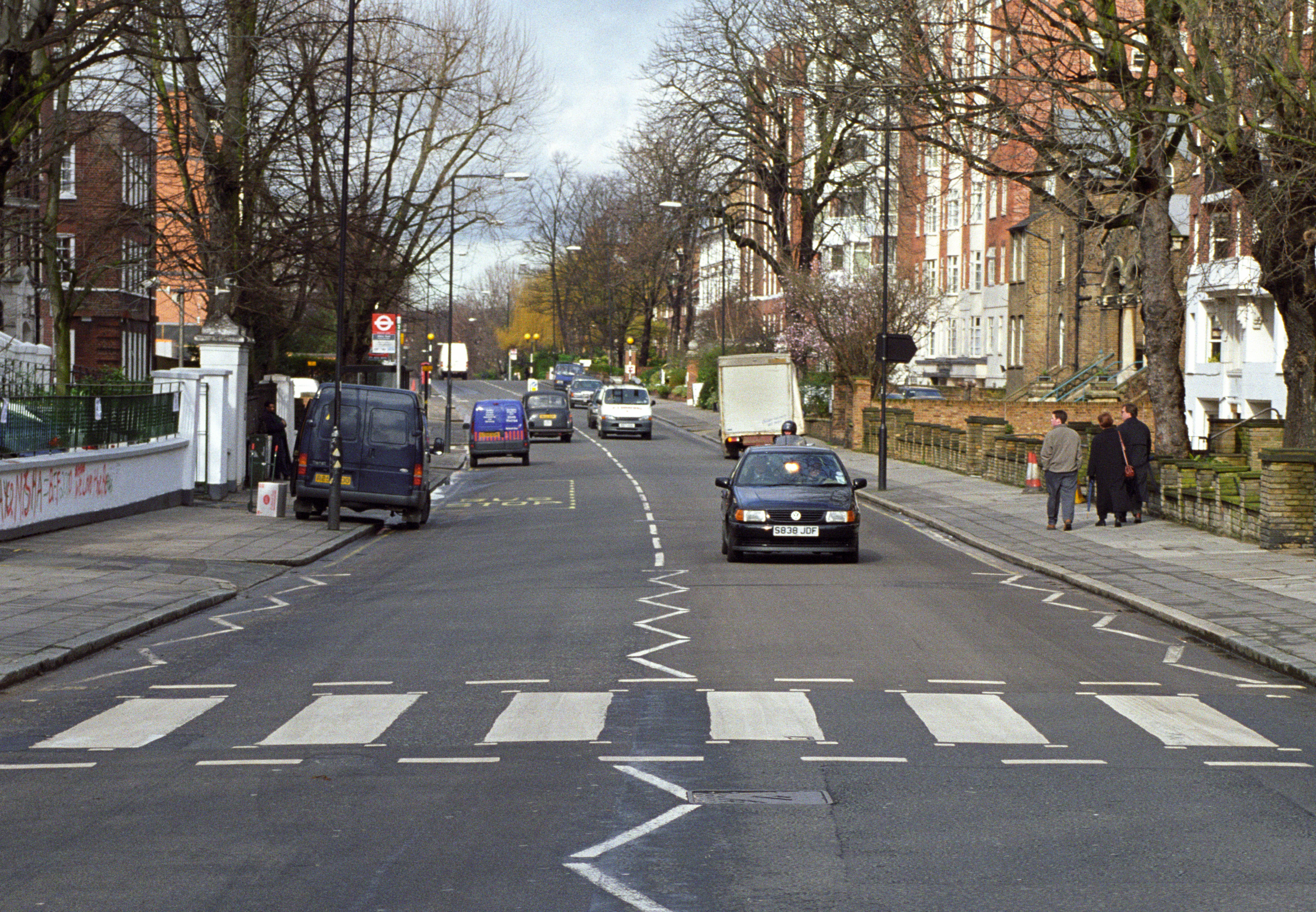
Abbey Road in 2000

## Nummers
| 1.                 | Come Together (Lennon)               | Lennon    | 4:20 |
| 2.                 | Something (Harrison)                 | Harrison  | 3:03 |
| 3.                 | Maxwell's Silver Hammer (McCartney)  | McCartney | 3:27 |
| 4.                 | Oh! Darling (McCartney)              | McCartney | 3:26 |
| 5.                 | Octopus's Garden (Starkey)           | Starkey   | 2:51 |
| 6.                 | I Want You (She's So Heavy) (Lennon) | Lennon    | 7:47 |
| Totale duur: 24:09 |                                      |           |      |

| 1.                         | Here Comes the Sun (Harrison)                       | Harrison                          | 3:05 |
| 2.                         | Because (Lennon)                                    | Lennon/Harrison/McCartney         | 2:45 |
| 3.                         | You Never Give Me Your Money (McCartney)            | McCartney                         | 4:02 |
| 4.                         | Sun King (Lennon)                                   | Lennon/Harrison/McCartney         | 2:26 |
| 5.                         | Mean Mr. Mustard (Lennon)                           | Lennon                            | 1:06 |
| 6.                         | Polythene Pam (Lennon)                              | Lennon                            | 1:12 |
| 7.                         | She Came In through the Bathroom Window (McCartney) | McCartney                         | 1:57 |
| 8.                         | Golden Slumbers (McCartney)                         | McCartney                         | 1:31 |
| 9.                         | Carry That Weight (McCartney)                       | McCartney                         | 1:36 |
| 10.                        | The End (McCartney)                                 | Lennon/Harrison/McCartney/Starkey | 2:05 |
| 11.                        | Her Majesty (McCartney)                             | McCartney                         | 0:23 |
| Totale duur: 47:23 (22:13) |                                                     |                                   |      |

## Hitnotering

### NederlandseAlbum Top 100
| Hitnotering: (Week 1 t/m 14) 06-12-1969 t/m 07-03-1970 Hitnotering: (week 15) 07-11-1987 Hitnotering: (Week 16 t/m 17) 26-09-2009 t/m 03-10-2009 Hitnotering: (Week 18 t/m 21) 22-06-2013 t/m 13-07-2013 Hitnotering: (Week 22) 14-11-2015 Hitnotering: (Week 23 t/m 28) 02-01-2016 t/m 06-02-2016 Hitnotering: (Week 29) 12-03-2016 Hitnotering: (Week 30) 12-01-2019 | Hitnotering: (Week 1 t/m 14) 06-12-1969 t/m 07-03-1970 Hitnotering: (week 15) 07-11-1987 Hitnotering: (Week 16 t/m 17) 26-09-2009 t/m 03-10-2009 Hitnotering: (Week 18 t/m 21) 22-06-2013 t/m 13-07-2013 Hitnotering: (Week 22) 14-11-2015 Hitnotering: (Week 23 t/m 28) 02-01-2016 t/m 06-02-2016 Hitnotering: (Week 29) 12-03-2016 Hitnotering: (Week 30) 12-01-2019 | Hitnotering: (Week 1 t/m 14) 06-12-1969 t/m 07-03-1970 Hitnotering: (week 15) 07-11-1987 Hitnotering: (Week 16 t/m 17) 26-09-2009 t/m 03-10-2009 Hitnotering: (Week 18 t/m 21) 22-06-2013 t/m 13-07-2013 Hitnotering: (Week 22) 14-11-2015 Hitnotering: (Week 23 t/m 28) 02-01-2016 t/m 06-02-2016 Hitnotering: (Week 29) 12-03-2016 Hitnotering: (Week 30) 12-01-2019 | Hitnotering: (Week 1 t/m 14) 06-12-1969 t/m 07-03-1970 Hitnotering: (week 15) 07-11-1987 Hitnotering: (Week 16 t/m 17) 26-09-2009 t/m 03-10-2009 Hitnotering: (Week 18 t/m 21) 22-06-2013 t/m 13-07-2013 Hitnotering: (Week 22) 14-11-2015 Hitnotering: (Week 23 t/m 28) 02-01-2016 t/m 06-02-2016 Hitnotering: (Week 29) 12-03-2016 Hitnotering: (Week 30) 12-01-2019 | Hitnotering: (Week 1 t/m 14) 06-12-1969 t/m 07-03-1970 Hitnotering: (week 15) 07-11-1987 Hitnotering: (Week 16 t/m 17) 26-09-2009 t/m 03-10-2009 Hitnotering: (Week 18 t/m 21) 22-06-2013 t/m 13-07-2013 Hitnotering: (Week 22) 14-11-2015 Hitnotering: (Week 23 t/m 28) 02-01-2016 t/m 06-02-2016 Hitnotering: (Week 29) 12-03-2016 Hitnotering: (Week 30) 12-01-2019 | Hitnotering: (Week 1 t/m 14) 06-12-1969 t/m 07-03-1970 Hitnotering: (week 15) 07-11-1987 Hitnotering: (Week 16 t/m 17) 26-09-2009 t/m 03-10-2009 Hitnotering: (Week 18 t/m 21) 22-06-2013 t/m 13-07-2013 Hitnotering: (Week 22) 14-11-2015 Hitnotering: (Week 23 t/m 28) 02-01-2016 t/m 06-02-2016 Hitnotering: (Week 29) 12-03-2016 Hitnotering: (Week 30) 12-01-2019 | Hitnotering: (Week 1 t/m 14) 06-12-1969 t/m 07-03-1970 Hitnotering: (week 15) 07-11-1987 Hitnotering: (Week 16 t/m 17) 26-09-2009 t/m 03-10-2009 Hitnotering: (Week 18 t/m 21) 22-06-2013 t/m 13-07-2013 Hitnotering: (Week 22) 14-11-2015 Hitnotering: (Week 23 t/m 28) 02-01-2016 t/m 06-02-2016 Hitnotering: (Week 29) 12-03-2016 Hitnotering: (Week 30) 12-01-2019 | Hitnotering: (Week 1 t/m 14) 06-12-1969 t/m 07-03-1970 Hitnotering: (week 15) 07-11-1987 Hitnotering: (Week 16 t/m 17) 26-09-2009 t/m 03-10-2009 Hitnotering: (Week 18 t/m 21) 22-06-2013 t/m 13-07-2013 Hitnotering: (Week 22) 14-11-2015 Hitnotering: (Week 23 t/m 28) 02-01-2016 t/m 06-02-2016 Hitnotering: (Week 29) 12-03-2016 Hitnotering: (Week 30) 12-01-2019 | Hitnotering: (Week 1 t/m 14) 06-12-1969 t/m 07-03-1970 Hitnotering: (week 15) 07-11-1987 Hitnotering: (Week 16 t/m 17) 26-09-2009 t/m 03-10-2009 Hitnotering: (Week 18 t/m 21) 22-06-2013 t/m 13-07-2013 Hitnotering: (Week 22) 14-11-2015 Hitnotering: (Week 23 t/m 28) 02-01-2016 t/m 06-02-2016 Hitnotering: (Week 29) 12-03-2016 Hitnotering: (Week 30) 12-01-2019 | Hitnotering: (Week 1 t/m 14) 06-12-1969 t/m 07-03-1970 Hitnotering: (week 15) 07-11-1987 Hitnotering: (Week 16 t/m 17) 26-09-2009 t/m 03-10-2009 Hitnotering: (Week 18 t/m 21) 22-06-2013 t/m 13-07-2013 Hitnotering: (Week 22) 14-11-2015 Hitnotering: (Week 23 t/m 28) 02-01-2016 t/m 06-02-2016 Hitnotering: (Week 29) 12-03-2016 Hitnotering: (Week 30) 12-01-2019 | Hitnotering: (Week 1 t/m 14) 06-12-1969 t/m 07-03-1970 Hitnotering: (week 15) 07-11-1987 Hitnotering: (Week 16 t/m 17) 26-09-2009 t/m 03-10-2009 Hitnotering: (Week 18 t/m 21) 22-06-2013 t/m 13-07-2013 Hitnotering: (Week 22) 14-11-2015 Hitnotering: (Week 23 t/m 28) 02-01-2016 t/m 06-02-2016 Hitnotering: (Week 29) 12-03-2016 Hitnotering: (Week 30) 12-01-2019 | Hitnotering: (Week 1 t/m 14) 06-12-1969 t/m 07-03-1970 Hitnotering: (week 15) 07-11-1987 Hitnotering: (Week 16 t/m 17) 26-09-2009 t/m 03-10-2009 Hitnotering: (Week 18 t/m 21) 22-06-2013 t/m 13-07-2013 Hitnotering: (Week 22) 14-11-2015 Hitnotering: (Week 23 t/m 28) 02-01-2016 t/m 06-02-2016 Hitnotering: (Week 29) 12-03-2016 Hitnotering: (Week 30) 12-01-2019 | Hitnotering: (Week 1 t/m 14) 06-12-1969 t/m 07-03-1970 Hitnotering: (week 15) 07-11-1987 Hitnotering: (Week 16 t/m 17) 26-09-2009 t/m 03-10-2009 Hitnotering: (Week 18 t/m 21) 22-06-2013 t/m 13-07-2013 Hitnotering: (Week 22) 14-11-2015 Hitnotering: (Week 23 t/m 28) 02-01-2016 t/m 06-02-2016 Hitnotering: (Week 29) 12-03-2016 Hitnotering: (Week 30) 12-01-2019 | Hitnotering: (Week 1 t/m 14) 06-12-1969 t/m 07-03-1970 Hitnotering: (week 15) 07-11-1987 Hitnotering: (Week 16 t/m 17) 26-09-2009 t/m 03-10-2009 Hitnotering: (Week 18 t/m 21) 22-06-2013 t/m 13-07-2013 Hitnotering: (Week 22) 14-11-2015 Hitnotering: (Week 23 t/m 28) 02-01-2016 t/m 06-02-2016 Hitnotering: (Week 29) 12-03-2016 Hitnotering: (Week 30) 12-01-2019 | Hitnotering: (Week 1 t/m 14) 06-12-1969 t/m 07-03-1970 Hitnotering: (week 15) 07-11-1987 Hitnotering: (Week 16 t/m 17) 26-09-2009 t/m 03-10-2009 Hitnotering: (Week 18 t/m 21) 22-06-2013 t/m 13-07-2013 Hitnotering: (Week 22) 14-11-2015 Hitnotering: (Week 23 t/m 28) 02-01-2016 t/m 06-02-2016 Hitnotering: (Week 29) 12-03-2016 Hitnotering: (Week 30) 12-01-2019 | Hitnotering: (Week 1 t/m 14) 06-12-1969 t/m 07-03-1970 Hitnotering: (week 15) 07-11-1987 Hitnotering: (Week 16 t/m 17) 26-09-2009 t/m 03-10-2009 Hitnotering: (Week 18 t/m 21) 22-06-2013 t/m 13-07-2013 Hitnotering: (Week 22) 14-11-2015 Hitnotering: (Week 23 t/m 28) 02-01-2016 t/m 06-02-2016 Hitnotering: (Week 29) 12-03-2016 Hitnotering: (Week 30) 12-01-2019 | Hitnotering: (Week 1 t/m 14) 06-12-1969 t/m 07-03-1970 Hitnotering: (week 15) 07-11-1987 Hitnotering: (Week 16 t/m 17) 26-09-2009 t/m 03-10-2009 Hitnotering: (Week 18 t/m 21) 22-06-2013 t/m 13-07-2013 Hitnotering: (Week 22) 14-11-2015 Hitnotering: (Week 23 t/m 28) 02-01-2016 t/m 06-02-2016 Hitnotering: (Week 29) 12-03-2016 Hitnotering: (Week 30) 12-01-2019 | Hitnotering: (Week 1 t/m 14) 06-12-1969 t/m 07-03-1970 Hitnotering: (week 15) 07-11-1987 Hitnotering: (Week 16 t/m 17) 26-09-2009 t/m 03-10-2009 Hitnotering: (Week 18 t/m 21) 22-06-2013 t/m 13-07-2013 Hitnotering: (Week 22) 14-11-2015 Hitnotering: (Week 23 t/m 28) 02-01-2016 t/m 06-02-2016 Hitnotering: (Week 29) 12-03-2016 Hitnotering: (Week 30) 12-01-2019 | Hitnotering: (Week 1 t/m 14) 06-12-1969 t/m 07-03-1970 Hitnotering: (week 15) 07-11-1987 Hitnotering: (Week 16 t/m 17) 26-09-2009 t/m 03-10-2009 Hitnotering: (Week 18 t/m 21) 22-06-2013 t/m 13-07-2013 Hitnotering: (Week 22) 14-11-2015 Hitnotering: (Week 23 t/m 28) 02-01-2016 t/m 06-02-2016 Hitnotering: (Week 29) 12-03-2016 Hitnotering: (Week 30) 12-01-2019 | Hitnotering: (Week 1 t/m 14) 06-12-1969 t/m 07-03-1970 Hitnotering: (week 15) 07-11-1987 Hitnotering: (Week 16 t/m 17) 26-09-2009 t/m 03-10-2009 Hitnotering: (Week 18 t/m 21) 22-06-2013 t/m 13-07-2013 Hitnotering: (Week 22) 14-11-2015 Hitnotering: (Week 23 t/m 28) 02-01-2016 t/m 06-02-2016 Hitnotering: (Week 29) 12-03-2016 Hitnotering: (Week 30) 12-01-2019 | Hitnotering: (Week 1 t/m 14) 06-12-1969 t/m 07-03-1970 Hitnotering: (week 15) 07-11-1987 Hitnotering: (Week 16 t/m 17) 26-09-2009 t/m 03-10-2009 Hitnotering: (Week 18 t/m 21) 22-06-2013 t/m 13-07-2013 Hitnotering: (Week 22) 14-11-2015 Hitnotering: (Week 23 t/m 28) 02-01-2016 t/m 06-02-2016 Hitnotering: (Week 29) 12-03-2016 Hitnotering: (Week 30) 12-01-2019 |
| Week: | 1 | 2 | 3 | 4 | 5 | 6 | 7 | 8 | 9 | 10 | 11 | 12 | 13 | 14 | | 15 | | 16 | 17 | |
| --- | --- | --- | --- | --- | --- | --- | --- | --- | --- | --- | --- | --- | --- | --- | --- | --- | --- | --- | --- | --- |
| Positie: | 1 | 2 | 2 | 2 | 2 | 3 | 3 | 3 | 3 | 2 | 2 | 4 | 7 | 10 | uit | 75 | uit | 47 | 63 | uit |
| Week: | 18 | 19 | 20 | 21 | | 22 | | 23 | 24 | 25 | 26 | 27 | 28 | | 29 | | 30 | | | |
| Positie: | 98 | 92 | 100 | 89 | uit | 100 | uit | 31 | 35 | 47 | 67 | 82 | 97 | uit | 100 | uit | 95 | | | |

- Notitie: van 1969 tot 1974 heette de Album Top 100 nog de Hilversum 3 LP Top 10 en bestond deze uit 10 albums. Van 1986 tot 1989 heette de hitlijst de Nationale Totale Top 75 en bestond toen uit 75 albums.

### VlaamseUltratop 200
| Hitnotering: (Week 1 t/m 7) 19-09-2009 t/m 31-10-2009 Hitnotering: (Week 8) 27-11-2010 Hitnotering: (Week 9) 29-12-2012 Hitnotering: (Week 10) 12-01-2013 Hitnotering: (Week 11) 13-07-2013 Hitnotering: (Week 12 t/m 13) 03-08-2013 t/m 10-08-2013 Hitnotering: (Week 14) 05-10-2013 Hitnotering: (Week 15) 15-03-2014 Hitnotering: (Week 16) 04-10-2014 Hitnotering: (Week 17 t/m 18) 18-10-2014 t/m 25-10-2014 Hitnotering: (Week 19 t/m 28) 28-11-2015 t/m 30-01-2016 Hitnotering: (Week 29) 07-05-2016 Hitnotering: (Week 30) 11-06-2016 Hitnotering: (Week 31) 09-07-2016 Hitnotering: (Week 32) 23-07-2016 Hitnotering: (Week 33 t/m 37) 17-12-2016 t/m 14-01-2017 Hitnotering: (Week 38) 11-02-2017 Hitnotering: (Week 39) 18-03-2017 Hitnotering: (Week 40) 29-04-2017 Hitnotering: (Week 41 t/m 43) 03-06-2017 t/m 17-06-2017 Hitnotering: (Week 44 t/m 48) 01-07-2017 t/m 29-07-2017 Hitnotering: (Week 49) 12-08-2017 Hitnotering: (Week 50 t/m 53) 26-08-2017 t/m 16-09-2017 Hitnotering: (Week 54) 07-10-2017 Hitnotering: (Week 55) 20-01-2018 Hitnotering: (Week 56 t/m 70) 30-06-2018 t/m 06-10-2018 Hitnotering: (Week 71) 20-10-2018 Hitnotering: (Week 72) 03-11-2018 Hitnotering: (Week 73 t/m 75) 15-12-2018 t/m 29-12-2018 | Hitnotering: (Week 1 t/m 7) 19-09-2009 t/m 31-10-2009 Hitnotering: (Week 8) 27-11-2010 Hitnotering: (Week 9) 29-12-2012 Hitnotering: (Week 10) 12-01-2013 Hitnotering: (Week 11) 13-07-2013 Hitnotering: (Week 12 t/m 13) 03-08-2013 t/m 10-08-2013 Hitnotering: (Week 14) 05-10-2013 Hitnotering: (Week 15) 15-03-2014 Hitnotering: (Week 16) 04-10-2014 Hitnotering: (Week 17 t/m 18) 18-10-2014 t/m 25-10-2014 Hitnotering: (Week 19 t/m 28) 28-11-2015 t/m 30-01-2016 Hitnotering: (Week 29) 07-05-2016 Hitnotering: (Week 30) 11-06-2016 Hitnotering: (Week 31) 09-07-2016 Hitnotering: (Week 32) 23-07-2016 Hitnotering: (Week 33 t/m 37) 17-12-2016 t/m 14-01-2017 Hitnotering: (Week 38) 11-02-2017 Hitnotering: (Week 39) 18-03-2017 Hitnotering: (Week 40) 29-04-2017 Hitnotering: (Week 41 t/m 43) 03-06-2017 t/m 17-06-2017 Hitnotering: (Week 44 t/m 48) 01-07-2017 t/m 29-07-2017 Hitnotering: (Week 49) 12-08-2017 Hitnotering: (Week 50 t/m 53) 26-08-2017 t/m 16-09-2017 Hitnotering: (Week 54) 07-10-2017 Hitnotering: (Week 55) 20-01-2018 Hitnotering: (Week 56 t/m 70) 30-06-2018 t/m 06-10-2018 Hitnotering: (Week 71) 20-10-2018 Hitnotering: (Week 72) 03-11-2018 Hitnotering: (Week 73 t/m 75) 15-12-2018 t/m 29-12-2018 | Hitnotering: (Week 1 t/m 7) 19-09-2009 t/m 31-10-2009 Hitnotering: (Week 8) 27-11-2010 Hitnotering: (Week 9) 29-12-2012 Hitnotering: (Week 10) 12-01-2013 Hitnotering: (Week 11) 13-07-2013 Hitnotering: (Week 12 t/m 13) 03-08-2013 t/m 10-08-2013 Hitnotering: (Week 14) 05-10-2013 Hitnotering: (Week 15) 15-03-2014 Hitnotering: (Week 16) 04-10-2014 Hitnotering: (Week 17 t/m 18) 18-10-2014 t/m 25-10-2014 Hitnotering: (Week 19 t/m 28) 28-11-2015 t/m 30-01-2016 Hitnotering: (Week 29) 07-05-2016 Hitnotering: (Week 30) 11-06-2016 Hitnotering: (Week 31) 09-07-2016 Hitnotering: (Week 32) 23-07-2016 Hitnotering: (Week 33 t/m 37) 17-12-2016 t/m 14-01-2017 Hitnotering: (Week 38) 11-02-2017 Hitnotering: (Week 39) 18-03-2017 Hitnotering: (Week 40) 29-04-2017 Hitnotering: (Week 41 t/m 43) 03-06-2017 t/m 17-06-2017 Hitnotering: (Week 44 t/m 48) 01-07-2017 t/m 29-07-2017 Hitnotering: (Week 49) 12-08-2017 Hitnotering: (Week 50 t/m 53) 26-08-2017 t/m 16-09-2017 Hitnotering: (Week 54) 07-10-2017 Hitnotering: (Week 55) 20-01-2018 Hitnotering: (Week 56 t/m 70) 30-06-2018 t/m 06-10-2018 Hitnotering: (Week 71) 20-10-2018 Hitnotering: (Week 72) 03-11-2018 Hitnotering: (Week 73 t/m 75) 15-12-2018 t/m 29-12-2018 | Hitnotering: (Week 1 t/m 7) 19-09-2009 t/m 31-10-2009 Hitnotering: (Week 8) 27-11-2010 Hitnotering: (Week 9) 29-12-2012 Hitnotering: (Week 10) 12-01-2013 Hitnotering: (Week 11) 13-07-2013 Hitnotering: (Week 12 t/m 13) 03-08-2013 t/m 10-08-2013 Hitnotering: (Week 14) 05-10-2013 Hitnotering: (Week 15) 15-03-2014 Hitnotering: (Week 16) 04-10-2014 Hitnotering: (Week 17 t/m 18) 18-10-2014 t/m 25-10-2014 Hitnotering: (Week 19 t/m 28) 28-11-2015 t/m 30-01-2016 Hitnotering: (Week 29) 07-05-2016 Hitnotering: (Week 30) 11-06-2016 Hitnotering: (Week 31) 09-07-2016 Hitnotering: (Week 32) 23-07-2016 Hitnotering: (Week 33 t/m 37) 17-12-2016 t/m 14-01-2017 Hitnotering: (Week 38) 11-02-2017 Hitnotering: (Week 39) 18-03-2017 Hitnotering: (Week 40) 29-04-2017 Hitnotering: (Week 41 t/m 43) 03-06-2017 t/m 17-06-2017 Hitnotering: (Week 44 t/m 48) 01-07-2017 t/m 29-07-2017 Hitnotering: (Week 49) 12-08-2017 Hitnotering: (Week 50 t/m 53) 26-08-2017 t/m 16-09-2017 Hitnotering: (Week 54) 07-10-2017 Hitnotering: (Week 55) 20-01-2018 Hitnotering: (Week 56 t/m 70) 30-06-2018 t/m 06-10-2018 Hitnotering: (Week 71) 20-10-2018 Hitnotering: (Week 72) 03-11-2018 Hitnotering: (Week 73 t/m 75) 15-12-2018 t/m 29-12-2018 | Hitnotering: (Week 1 t/m 7) 19-09-2009 t/m 31-10-2009 Hitnotering: (Week 8) 27-11-2010 Hitnotering: (Week 9) 29-12-2012 Hitnotering: (Week 10) 12-01-2013 Hitnotering: (Week 11) 13-07-2013 Hitnotering: (Week 12 t/m 13) 03-08-2013 t/m 10-08-2013 Hitnotering: (Week 14) 05-10-2013 Hitnotering: (Week 15) 15-03-2014 Hitnotering: (Week 16) 04-10-2014 Hitnotering: (Week 17 t/m 18) 18-10-2014 t/m 25-10-2014 Hitnotering: (Week 19 t/m 28) 28-11-2015 t/m 30-01-2016 Hitnotering: (Week 29) 07-05-2016 Hitnotering: (Week 30) 11-06-2016 Hitnotering: (Week 31) 09-07-2016 Hitnotering: (Week 32) 23-07-2016 Hitnotering: (Week 33 t/m 37) 17-12-2016 t/m 14-01-2017 Hitnotering: (Week 38) 11-02-2017 Hitnotering: (Week 39) 18-03-2017 Hitnotering: (Week 40) 29-04-2017 Hitnotering: (Week 41 t/m 43) 03-06-2017 t/m 17-06-2017 Hitnotering: (Week 44 t/m 48) 01-07-2017 t/m 29-07-2017 Hitnotering: (Week 49) 12-08-2017 Hitnotering: (Week 50 t/m 53) 26-08-2017 t/m 16-09-2017 Hitnotering: (Week 54) 07-10-2017 Hitnotering: (Week 55) 20-01-2018 Hitnotering: (Week 56 t/m 70) 30-06-2018 t/m 06-10-2018 Hitnotering: (Week 71) 20-10-2018 Hitnotering: (Week 72) 03-11-2018 Hitnotering: (Week 73 t/m 75) 15-12-2018 t/m 29-12-2018 | Hitnotering: (Week 1 t/m 7) 19-09-2009 t/m 31-10-2009 Hitnotering: (Week 8) 27-11-2010 Hitnotering: (Week 9) 29-12-2012 Hitnotering: (Week 10) 12-01-2013 Hitnotering: (Week 11) 13-07-2013 Hitnotering: (Week 12 t/m 13) 03-08-2013 t/m 10-08-2013 Hitnotering: (Week 14) 05-10-2013 Hitnotering: (Week 15) 15-03-2014 Hitnotering: (Week 16) 04-10-2014 Hitnotering: (Week 17 t/m 18) 18-10-2014 t/m 25-10-2014 Hitnotering: (Week 19 t/m 28) 28-11-2015 t/m 30-01-2016 Hitnotering: (Week 29) 07-05-2016 Hitnotering: (Week 30) 11-06-2016 Hitnotering: (Week 31) 09-07-2016 Hitnotering: (Week 32) 23-07-2016 Hitnotering: (Week 33 t/m 37) 17-12-2016 t/m 14-01-2017 Hitnotering: (Week 38) 11-02-2017 Hitnotering: (Week 39) 18-03-2017 Hitnotering: (Week 40) 29-04-2017 Hitnotering: (Week 41 t/m 43) 03-06-2017 t/m 17-06-2017 Hitnotering: (Week 44 t/m 48) 01-07-2017 t/m 29-07-2017 Hitnotering: (Week 49) 12-08-2017 Hitnotering: (Week 50 t/m 53) 26-08-2017 t/m 16-09-2017 Hitnotering: (Week 54) 07-10-2017 Hitnotering: (Week 55) 20-01-2018 Hitnotering: (Week 56 t/m 70) 30-06-2018 t/m 06-10-2018 Hitnotering: (Week 71) 20-10-2018 Hitnotering: (Week 72) 03-11-2018 Hitnotering: (Week 73 t/m 75) 15-12-2018 t/m 29-12-2018 | Hitnotering: (Week 1 t/m 7) 19-09-2009 t/m 31-10-2009 Hitnotering: (Week 8) 27-11-2010 Hitnotering: (Week 9) 29-12-2012 Hitnotering: (Week 10) 12-01-2013 Hitnotering: (Week 11) 13-07-2013 Hitnotering: (Week 12 t/m 13) 03-08-2013 t/m 10-08-2013 Hitnotering: (Week 14) 05-10-2013 Hitnotering: (Week 15) 15-03-2014 Hitnotering: (Week 16) 04-10-2014 Hitnotering: (Week 17 t/m 18) 18-10-2014 t/m 25-10-2014 Hitnotering: (Week 19 t/m 28) 28-11-2015 t/m 30-01-2016 Hitnotering: (Week 29) 07-05-2016 Hitnotering: (Week 30) 11-06-2016 Hitnotering: (Week 31) 09-07-2016 Hitnotering: (Week 32) 23-07-2016 Hitnotering: (Week 33 t/m 37) 17-12-2016 t/m 14-01-2017 Hitnotering: (Week 38) 11-02-2017 Hitnotering: (Week 39) 18-03-2017 Hitnotering: (Week 40) 29-04-2017 Hitnotering: (Week 41 t/m 43) 03-06-2017 t/m 17-06-2017 Hitnotering: (Week 44 t/m 48) 01-07-2017 t/m 29-07-2017 Hitnotering: (Week 49) 12-08-2017 Hitnotering: (Week 50 t/m 53) 26-08-2017 t/m 16-09-2017 Hitnotering: (Week 54) 07-10-2017 Hitnotering: (Week 55) 20-01-2018 Hitnotering: (Week 56 t/m 70) 30-06-2018 t/m 06-10-2018 Hitnotering: (Week 71) 20-10-2018 Hitnotering: (Week 72) 03-11-2018 Hitnotering: (Week 73 t/m 75) 15-12-2018 t/m 29-12-2018 | Hitnotering: (Week 1 t/m 7) 19-09-2009 t/m 31-10-2009 Hitnotering: (Week 8) 27-11-2010 Hitnotering: (Week 9) 29-12-2012 Hitnotering: (Week 10) 12-01-2013 Hitnotering: (Week 11) 13-07-2013 Hitnotering: (Week 12 t/m 13) 03-08-2013 t/m 10-08-2013 Hitnotering: (Week 14) 05-10-2013 Hitnotering: (Week 15) 15-03-2014 Hitnotering: (Week 16) 04-10-2014 Hitnotering: (Week 17 t/m 18) 18-10-2014 t/m 25-10-2014 Hitnotering: (Week 19 t/m 28) 28-11-2015 t/m 30-01-2016 Hitnotering: (Week 29) 07-05-2016 Hitnotering: (Week 30) 11-06-2016 Hitnotering: (Week 31) 09-07-2016 Hitnotering: (Week 32) 23-07-2016 Hitnotering: (Week 33 t/m 37) 17-12-2016 t/m 14-01-2017 Hitnotering: (Week 38) 11-02-2017 Hitnotering: (Week 39) 18-03-2017 Hitnotering: (Week 40) 29-04-2017 Hitnotering: (Week 41 t/m 43) 03-06-2017 t/m 17-06-2017 Hitnotering: (Week 44 t/m 48) 01-07-2017 t/m 29-07-2017 Hitnotering: (Week 49) 12-08-2017 Hitnotering: (Week 50 t/m 53) 26-08-2017 t/m 16-09-2017 Hitnotering: (Week 54) 07-10-2017 Hitnotering: (Week 55) 20-01-2018 Hitnotering: (Week 56 t/m 70) 30-06-2018 t/m 06-10-2018 Hitnotering: (Week 71) 20-10-2018 Hitnotering: (Week 72) 03-11-2018 Hitnotering: (Week 73 t/m 75) 15-12-2018 t/m 29-12-2018 | Hitnotering: (Week 1 t/m 7) 19-09-2009 t/m 31-10-2009 Hitnotering: (Week 8) 27-11-2010 Hitnotering: (Week 9) 29-12-2012 Hitnotering: (Week 10) 12-01-2013 Hitnotering: (Week 11) 13-07-2013 Hitnotering: (Week 12 t/m 13) 03-08-2013 t/m 10-08-2013 Hitnotering: (Week 14) 05-10-2013 Hitnotering: (Week 15) 15-03-2014 Hitnotering: (Week 16) 04-10-2014 Hitnotering: (Week 17 t/m 18) 18-10-2014 t/m 25-10-2014 Hitnotering: (Week 19 t/m 28) 28-11-2015 t/m 30-01-2016 Hitnotering: (Week 29) 07-05-2016 Hitnotering: (Week 30) 11-06-2016 Hitnotering: (Week 31) 09-07-2016 Hitnotering: (Week 32) 23-07-2016 Hitnotering: (Week 33 t/m 37) 17-12-2016 t/m 14-01-2017 Hitnotering: (Week 38) 11-02-2017 Hitnotering: (Week 39) 18-03-2017 Hitnotering: (Week 40) 29-04-2017 Hitnotering: (Week 41 t/m 43) 03-06-2017 t/m 17-06-2017 Hitnotering: (Week 44 t/m 48) 01-07-2017 t/m 29-07-2017 Hitnotering: (Week 49) 12-08-2017 Hitnotering: (Week 50 t/m 53) 26-08-2017 t/m 16-09-2017 Hitnotering: (Week 54) 07-10-2017 Hitnotering: (Week 55) 20-01-2018 Hitnotering: (Week 56 t/m 70) 30-06-2018 t/m 06-10-2018 Hitnotering: (Week 71) 20-10-2018 Hitnotering: (Week 72) 03-11-2018 Hitnotering: (Week 73 t/m 75) 15-12-2018 t/m 29-12-2018 | Hitnotering: (Week 1 t/m 7) 19-09-2009 t/m 31-10-2009 Hitnotering: (Week 8) 27-11-2010 Hitnotering: (Week 9) 29-12-2012 Hitnotering: (Week 10) 12-01-2013 Hitnotering: (Week 11) 13-07-2013 Hitnotering: (Week 12 t/m 13) 03-08-2013 t/m 10-08-2013 Hitnotering: (Week 14) 05-10-2013 Hitnotering: (Week 15) 15-03-2014 Hitnotering: (Week 16) 04-10-2014 Hitnotering: (Week 17 t/m 18) 18-10-2014 t/m 25-10-2014 Hitnotering: (Week 19 t/m 28) 28-11-2015 t/m 30-01-2016 Hitnotering: (Week 29) 07-05-2016 Hitnotering: (Week 30) 11-06-2016 Hitnotering: (Week 31) 09-07-2016 Hitnotering: (Week 32) 23-07-2016 Hitnotering: (Week 33 t/m 37) 17-12-2016 t/m 14-01-2017 Hitnotering: (Week 38) 11-02-2017 Hitnotering: (Week 39) 18-03-2017 Hitnotering: (Week 40) 29-04-2017 Hitnotering: (Week 41 t/m 43) 03-06-2017 t/m 17-06-2017 Hitnotering: (Week 44 t/m 48) 01-07-2017 t/m 29-07-2017 Hitnotering: (Week 49) 12-08-2017 Hitnotering: (Week 50 t/m 53) 26-08-2017 t/m 16-09-2017 Hitnotering: (Week 54) 07-10-2017 Hitnotering: (Week 55) 20-01-2018 Hitnotering: (Week 56 t/m 70) 30-06-2018 t/m 06-10-2018 Hitnotering: (Week 71) 20-10-2018 Hitnotering: (Week 72) 03-11-2018 Hitnotering: (Week 73 t/m 75) 15-12-2018 t/m 29-12-2018 | Hitnotering: (Week 1 t/m 7) 19-09-2009 t/m 31-10-2009 Hitnotering: (Week 8) 27-11-2010 Hitnotering: (Week 9) 29-12-2012 Hitnotering: (Week 10) 12-01-2013 Hitnotering: (Week 11) 13-07-2013 Hitnotering: (Week 12 t/m 13) 03-08-2013 t/m 10-08-2013 Hitnotering: (Week 14) 05-10-2013 Hitnotering: (Week 15) 15-03-2014 Hitnotering: (Week 16) 04-10-2014 Hitnotering: (Week 17 t/m 18) 18-10-2014 t/m 25-10-2014 Hitnotering: (Week 19 t/m 28) 28-11-2015 t/m 30-01-2016 Hitnotering: (Week 29) 07-05-2016 Hitnotering: (Week 30) 11-06-2016 Hitnotering: (Week 31) 09-07-2016 Hitnotering: (Week 32) 23-07-2016 Hitnotering: (Week 33 t/m 37) 17-12-2016 t/m 14-01-2017 Hitnotering: (Week 38) 11-02-2017 Hitnotering: (Week 39) 18-03-2017 Hitnotering: (Week 40) 29-04-2017 Hitnotering: (Week 41 t/m 43) 03-06-2017 t/m 17-06-2017 Hitnotering: (Week 44 t/m 48) 01-07-2017 t/m 29-07-2017 Hitnotering: (Week 49) 12-08-2017 Hitnotering: (Week 50 t/m 53) 26-08-2017 t/m 16-09-2017 Hitnotering: (Week 54) 07-10-2017 Hitnotering: (Week 55) 20-01-2018 Hitnotering: (Week 56 t/m 70) 30-06-2018 t/m 06-10-2018 Hitnotering: (Week 71) 20-10-2018 Hitnotering: (Week 72) 03-11-2018 Hitnotering: (Week 73 t/m 75) 15-12-2018 t/m 29-12-2018 | Hitnotering: (Week 1 t/m 7) 19-09-2009 t/m 31-10-2009 Hitnotering: (Week 8) 27-11-2010 Hitnotering: (Week 9) 29-12-2012 Hitnotering: (Week 10) 12-01-2013 Hitnotering: (Week 11) 13-07-2013 Hitnotering: (Week 12 t/m 13) 03-08-2013 t/m 10-08-2013 Hitnotering: (Week 14) 05-10-2013 Hitnotering: (Week 15) 15-03-2014 Hitnotering: (Week 16) 04-10-2014 Hitnotering: (Week 17 t/m 18) 18-10-2014 t/m 25-10-2014 Hitnotering: (Week 19 t/m 28) 28-11-2015 t/m 30-01-2016 Hitnotering: (Week 29) 07-05-2016 Hitnotering: (Week 30) 11-06-2016 Hitnotering: (Week 31) 09-07-2016 Hitnotering: (Week 32) 23-07-2016 Hitnotering: (Week 33 t/m 37) 17-12-2016 t/m 14-01-2017 Hitnotering: (Week 38) 11-02-2017 Hitnotering: (Week 39) 18-03-2017 Hitnotering: (Week 40) 29-04-2017 Hitnotering: (Week 41 t/m 43) 03-06-2017 t/m 17-06-2017 Hitnotering: (Week 44 t/m 48) 01-07-2017 t/m 29-07-2017 Hitnotering: (Week 49) 12-08-2017 Hitnotering: (Week 50 t/m 53) 26-08-2017 t/m 16-09-2017 Hitnotering: (Week 54) 07-10-2017 Hitnotering: (Week 55) 20-01-2018 Hitnotering: (Week 56 t/m 70) 30-06-2018 t/m 06-10-2018 Hitnotering: (Week 71) 20-10-2018 Hitnotering: (Week 72) 03-11-2018 Hitnotering: (Week 73 t/m 75) 15-12-2018 t/m 29-12-2018 | Hitnotering: (Week 1 t/m 7) 19-09-2009 t/m 31-10-2009 Hitnotering: (Week 8) 27-11-2010 Hitnotering: (Week 9) 29-12-2012 Hitnotering: (Week 10) 12-01-2013 Hitnotering: (Week 11) 13-07-2013 Hitnotering: (Week 12 t/m 13) 03-08-2013 t/m 10-08-2013 Hitnotering: (Week 14) 05-10-2013 Hitnotering: (Week 15) 15-03-2014 Hitnotering: (Week 16) 04-10-2014 Hitnotering: (Week 17 t/m 18) 18-10-2014 t/m 25-10-2014 Hitnotering: (Week 19 t/m 28) 28-11-2015 t/m 30-01-2016 Hitnotering: (Week 29) 07-05-2016 Hitnotering: (Week 30) 11-06-2016 Hitnotering: (Week 31) 09-07-2016 Hitnotering: (Week 32) 23-07-2016 Hitnotering: (Week 33 t/m 37) 17-12-2016 t/m 14-01-2017 Hitnotering: (Week 38) 11-02-2017 Hitnotering: (Week 39) 18-03-2017 Hitnotering: (Week 40) 29-04-2017 Hitnotering: (Week 41 t/m 43) 03-06-2017 t/m 17-06-2017 Hitnotering: (Week 44 t/m 48) 01-07-2017 t/m 29-07-2017 Hitnotering: (Week 49) 12-08-2017 Hitnotering: (Week 50 t/m 53) 26-08-2017 t/m 16-09-2017 Hitnotering: (Week 54) 07-10-2017 Hitnotering: (Week 55) 20-01-2018 Hitnotering: (Week 56 t/m 70) 30-06-2018 t/m 06-10-2018 Hitnotering: (Week 71) 20-10-2018 Hitnotering: (Week 72) 03-11-2018 Hitnotering: (Week 73 t/m 75) 15-12-2018 t/m 29-12-2018 | Hitnotering: (Week 1 t/m 7) 19-09-2009 t/m 31-10-2009 Hitnotering: (Week 8) 27-11-2010 Hitnotering: (Week 9) 29-12-2012 Hitnotering: (Week 10) 12-01-2013 Hitnotering: (Week 11) 13-07-2013 Hitnotering: (Week 12 t/m 13) 03-08-2013 t/m 10-08-2013 Hitnotering: (Week 14) 05-10-2013 Hitnotering: (Week 15) 15-03-2014 Hitnotering: (Week 16) 04-10-2014 Hitnotering: (Week 17 t/m 18) 18-10-2014 t/m 25-10-2014 Hitnotering: (Week 19 t/m 28) 28-11-2015 t/m 30-01-2016 Hitnotering: (Week 29) 07-05-2016 Hitnotering: (Week 30) 11-06-2016 Hitnotering: (Week 31) 09-07-2016 Hitnotering: (Week 32) 23-07-2016 Hitnotering: (Week 33 t/m 37) 17-12-2016 t/m 14-01-2017 Hitnotering: (Week 38) 11-02-2017 Hitnotering: (Week 39) 18-03-2017 Hitnotering: (Week 40) 29-04-2017 Hitnotering: (Week 41 t/m 43) 03-06-2017 t/m 17-06-2017 Hitnotering: (Week 44 t/m 48) 01-07-2017 t/m 29-07-2017 Hitnotering: (Week 49) 12-08-2017 Hitnotering: (Week 50 t/m 53) 26-08-2017 t/m 16-09-2017 Hitnotering: (Week 54) 07-10-2017 Hitnotering: (Week 55) 20-01-2018 Hitnotering: (Week 56 t/m 70) 30-06-2018 t/m 06-10-2018 Hitnotering: (Week 71) 20-10-2018 Hitnotering: (Week 72) 03-11-2018 Hitnotering: (Week 73 t/m 75) 15-12-2018 t/m 29-12-2018 | Hitnotering: (Week 1 t/m 7) 19-09-2009 t/m 31-10-2009 Hitnotering: (Week 8) 27-11-2010 Hitnotering: (Week 9) 29-12-2012 Hitnotering: (Week 10) 12-01-2013 Hitnotering: (Week 11) 13-07-2013 Hitnotering: (Week 12 t/m 13) 03-08-2013 t/m 10-08-2013 Hitnotering: (Week 14) 05-10-2013 Hitnotering: (Week 15) 15-03-2014 Hitnotering: (Week 16) 04-10-2014 Hitnotering: (Week 17 t/m 18) 18-10-2014 t/m 25-10-2014 Hitnotering: (Week 19 t/m 28) 28-11-2015 t/m 30-01-2016 Hitnotering: (Week 29) 07-05-2016 Hitnotering: (Week 30) 11-06-2016 Hitnotering: (Week 31) 09-07-2016 Hitnotering: (Week 32) 23-07-2016 Hitnotering: (Week 33 t/m 37) 17-12-2016 t/m 14-01-2017 Hitnotering: (Week 38) 11-02-2017 Hitnotering: (Week 39) 18-03-2017 Hitnotering: (Week 40) 29-04-2017 Hitnotering: (Week 41 t/m 43) 03-06-2017 t/m 17-06-2017 Hitnotering: (Week 44 t/m 48) 01-07-2017 t/m 29-07-2017 Hitnotering: (Week 49) 12-08-2017 Hitnotering: (Week 50 t/m 53) 26-08-2017 t/m 16-09-2017 Hitnotering: (Week 54) 07-10-2017 Hitnotering: (Week 55) 20-01-2018 Hitnotering: (Week 56 t/m 70) 30-06-2018 t/m 06-10-2018 Hitnotering: (Week 71) 20-10-2018 Hitnotering: (Week 72) 03-11-2018 Hitnotering: (Week 73 t/m 75) 15-12-2018 t/m 29-12-2018 | Hitnotering: (Week 1 t/m 7) 19-09-2009 t/m 31-10-2009 Hitnotering: (Week 8) 27-11-2010 Hitnotering: (Week 9) 29-12-2012 Hitnotering: (Week 10) 12-01-2013 Hitnotering: (Week 11) 13-07-2013 Hitnotering: (Week 12 t/m 13) 03-08-2013 t/m 10-08-2013 Hitnotering: (Week 14) 05-10-2013 Hitnotering: (Week 15) 15-03-2014 Hitnotering: (Week 16) 04-10-2014 Hitnotering: (Week 17 t/m 18) 18-10-2014 t/m 25-10-2014 Hitnotering: (Week 19 t/m 28) 28-11-2015 t/m 30-01-2016 Hitnotering: (Week 29) 07-05-2016 Hitnotering: (Week 30) 11-06-2016 Hitnotering: (Week 31) 09-07-2016 Hitnotering: (Week 32) 23-07-2016 Hitnotering: (Week 33 t/m 37) 17-12-2016 t/m 14-01-2017 Hitnotering: (Week 38) 11-02-2017 Hitnotering: (Week 39) 18-03-2017 Hitnotering: (Week 40) 29-04-2017 Hitnotering: (Week 41 t/m 43) 03-06-2017 t/m 17-06-2017 Hitnotering: (Week 44 t/m 48) 01-07-2017 t/m 29-07-2017 Hitnotering: (Week 49) 12-08-2017 Hitnotering: (Week 50 t/m 53) 26-08-2017 t/m 16-09-2017 Hitnotering: (Week 54) 07-10-2017 Hitnotering: (Week 55) 20-01-2018 Hitnotering: (Week 56 t/m 70) 30-06-2018 t/m 06-10-2018 Hitnotering: (Week 71) 20-10-2018 Hitnotering: (Week 72) 03-11-2018 Hitnotering: (Week 73 t/m 75) 15-12-2018 t/m 29-12-2018 | Hitnotering: (Week 1 t/m 7) 19-09-2009 t/m 31-10-2009 Hitnotering: (Week 8) 27-11-2010 Hitnotering: (Week 9) 29-12-2012 Hitnotering: (Week 10) 12-01-2013 Hitnotering: (Week 11) 13-07-2013 Hitnotering: (Week 12 t/m 13) 03-08-2013 t/m 10-08-2013 Hitnotering: (Week 14) 05-10-2013 Hitnotering: (Week 15) 15-03-2014 Hitnotering: (Week 16) 04-10-2014 Hitnotering: (Week 17 t/m 18) 18-10-2014 t/m 25-10-2014 Hitnotering: (Week 19 t/m 28) 28-11-2015 t/m 30-01-2016 Hitnotering: (Week 29) 07-05-2016 Hitnotering: (Week 30) 11-06-2016 Hitnotering: (Week 31) 09-07-2016 Hitnotering: (Week 32) 23-07-2016 Hitnotering: (Week 33 t/m 37) 17-12-2016 t/m 14-01-2017 Hitnotering: (Week 38) 11-02-2017 Hitnotering: (Week 39) 18-03-2017 Hitnotering: (Week 40) 29-04-2017 Hitnotering: (Week 41 t/m 43) 03-06-2017 t/m 17-06-2017 Hitnotering: (Week 44 t/m 48) 01-07-2017 t/m 29-07-2017 Hitnotering: (Week 49) 12-08-2017 Hitnotering: (Week 50 t/m 53) 26-08-2017 t/m 16-09-2017 Hitnotering: (Week 54) 07-10-2017 Hitnotering: (Week 55) 20-01-2018 Hitnotering: (Week 56 t/m 70) 30-06-2018 t/m 06-10-2018 Hitnotering: (Week 71) 20-10-2018 Hitnotering: (Week 72) 03-11-2018 Hitnotering: (Week 73 t/m 75) 15-12-2018 t/m 29-12-2018 | Hitnotering: (Week 1 t/m 7) 19-09-2009 t/m 31-10-2009 Hitnotering: (Week 8) 27-11-2010 Hitnotering: (Week 9) 29-12-2012 Hitnotering: (Week 10) 12-01-2013 Hitnotering: (Week 11) 13-07-2013 Hitnotering: (Week 12 t/m 13) 03-08-2013 t/m 10-08-2013 Hitnotering: (Week 14) 05-10-2013 Hitnotering: (Week 15) 15-03-2014 Hitnotering: (Week 16) 04-10-2014 Hitnotering: (Week 17 t/m 18) 18-10-2014 t/m 25-10-2014 Hitnotering: (Week 19 t/m 28) 28-11-2015 t/m 30-01-2016 Hitnotering: (Week 29) 07-05-2016 Hitnotering: (Week 30) 11-06-2016 Hitnotering: (Week 31) 09-07-2016 Hitnotering: (Week 32) 23-07-2016 Hitnotering: (Week 33 t/m 37) 17-12-2016 t/m 14-01-2017 Hitnotering: (Week 38) 11-02-2017 Hitnotering: (Week 39) 18-03-2017 Hitnotering: (Week 40) 29-04-2017 Hitnotering: (Week 41 t/m 43) 03-06-2017 t/m 17-06-2017 Hitnotering: (Week 44 t/m 48) 01-07-2017 t/m 29-07-2017 Hitnotering: (Week 49) 12-08-2017 Hitnotering: (Week 50 t/m 53) 26-08-2017 t/m 16-09-2017 Hitnotering: (Week 54) 07-10-2017 Hitnotering: (Week 55) 20-01-2018 Hitnotering: (Week 56 t/m 70) 30-06-2018 t/m 06-10-2018 Hitnotering: (Week 71) 20-10-2018 Hitnotering: (Week 72) 03-11-2018 Hitnotering: (Week 73 t/m 75) 15-12-2018 t/m 29-12-2018 | Hitnotering: (Week 1 t/m 7) 19-09-2009 t/m 31-10-2009 Hitnotering: (Week 8) 27-11-2010 Hitnotering: (Week 9) 29-12-2012 Hitnotering: (Week 10) 12-01-2013 Hitnotering: (Week 11) 13-07-2013 Hitnotering: (Week 12 t/m 13) 03-08-2013 t/m 10-08-2013 Hitnotering: (Week 14) 05-10-2013 Hitnotering: (Week 15) 15-03-2014 Hitnotering: (Week 16) 04-10-2014 Hitnotering: (Week 17 t/m 18) 18-10-2014 t/m 25-10-2014 Hitnotering: (Week 19 t/m 28) 28-11-2015 t/m 30-01-2016 Hitnotering: (Week 29) 07-05-2016 Hitnotering: (Week 30) 11-06-2016 Hitnotering: (Week 31) 09-07-2016 Hitnotering: (Week 32) 23-07-2016 Hitnotering: (Week 33 t/m 37) 17-12-2016 t/m 14-01-2017 Hitnotering: (Week 38) 11-02-2017 Hitnotering: (Week 39) 18-03-2017 Hitnotering: (Week 40) 29-04-2017 Hitnotering: (Week 41 t/m 43) 03-06-2017 t/m 17-06-2017 Hitnotering: (Week 44 t/m 48) 01-07-2017 t/m 29-07-2017 Hitnotering: (Week 49) 12-08-2017 Hitnotering: (Week 50 t/m 53) 26-08-2017 t/m 16-09-2017 Hitnotering: (Week 54) 07-10-2017 Hitnotering: (Week 55) 20-01-2018 Hitnotering: (Week 56 t/m 70) 30-06-2018 t/m 06-10-2018 Hitnotering: (Week 71) 20-10-2018 Hitnotering: (Week 72) 03-11-2018 Hitnotering: (Week 73 t/m 75) 15-12-2018 t/m 29-12-2018 | Hitnotering: (Week 1 t/m 7) 19-09-2009 t/m 31-10-2009 Hitnotering: (Week 8) 27-11-2010 Hitnotering: (Week 9) 29-12-2012 Hitnotering: (Week 10) 12-01-2013 Hitnotering: (Week 11) 13-07-2013 Hitnotering: (Week 12 t/m 13) 03-08-2013 t/m 10-08-2013 Hitnotering: (Week 14) 05-10-2013 Hitnotering: (Week 15) 15-03-2014 Hitnotering: (Week 16) 04-10-2014 Hitnotering: (Week 17 t/m 18) 18-10-2014 t/m 25-10-2014 Hitnotering: (Week 19 t/m 28) 28-11-2015 t/m 30-01-2016 Hitnotering: (Week 29) 07-05-2016 Hitnotering: (Week 30) 11-06-2016 Hitnotering: (Week 31) 09-07-2016 Hitnotering: (Week 32) 23-07-2016 Hitnotering: (Week 33 t/m 37) 17-12-2016 t/m 14-01-2017 Hitnotering: (Week 38) 11-02-2017 Hitnotering: (Week 39) 18-03-2017 Hitnotering: (Week 40) 29-04-2017 Hitnotering: (Week 41 t/m 43) 03-06-2017 t/m 17-06-2017 Hitnotering: (Week 44 t/m 48) 01-07-2017 t/m 29-07-2017 Hitnotering: (Week 49) 12-08-2017 Hitnotering: (Week 50 t/m 53) 26-08-2017 t/m 16-09-2017 Hitnotering: (Week 54) 07-10-2017 Hitnotering: (Week 55) 20-01-2018 Hitnotering: (Week 56 t/m 70) 30-06-2018 t/m 06-10-2018 Hitnotering: (Week 71) 20-10-2018 Hitnotering: (Week 72) 03-11-2018 Hitnotering: (Week 73 t/m 75) 15-12-2018 t/m 29-12-2018 | Hitnotering: (Week 1 t/m 7) 19-09-2009 t/m 31-10-2009 Hitnotering: (Week 8) 27-11-2010 Hitnotering: (Week 9) 29-12-2012 Hitnotering: (Week 10) 12-01-2013 Hitnotering: (Week 11) 13-07-2013 Hitnotering: (Week 12 t/m 13) 03-08-2013 t/m 10-08-2013 Hitnotering: (Week 14) 05-10-2013 Hitnotering: (Week 15) 15-03-2014 Hitnotering: (Week 16) 04-10-2014 Hitnotering: (Week 17 t/m 18) 18-10-2014 t/m 25-10-2014 Hitnotering: (Week 19 t/m 28) 28-11-2015 t/m 30-01-2016 Hitnotering: (Week 29) 07-05-2016 Hitnotering: (Week 30) 11-06-2016 Hitnotering: (Week 31) 09-07-2016 Hitnotering: (Week 32) 23-07-2016 Hitnotering: (Week 33 t/m 37) 17-12-2016 t/m 14-01-2017 Hitnotering: (Week 38) 11-02-2017 Hitnotering: (Week 39) 18-03-2017 Hitnotering: (Week 40) 29-04-2017 Hitnotering: (Week 41 t/m 43) 03-06-2017 t/m 17-06-2017 Hitnotering: (Week 44 t/m 48) 01-07-2017 t/m 29-07-2017 Hitnotering: (Week 49) 12-08-2017 Hitnotering: (Week 50 t/m 53) 26-08-2017 t/m 16-09-2017 Hitnotering: (Week 54) 07-10-2017 Hitnotering: (Week 55) 20-01-2018 Hitnotering: (Week 56 t/m 70) 30-06-2018 t/m 06-10-2018 Hitnotering: (Week 71) 20-10-2018 Hitnotering: (Week 72) 03-11-2018 Hitnotering: (Week 73 t/m 75) 15-12-2018 t/m 29-12-2018 |
| Week: | 1 | 2 | 3 | 4 | 5 | 6 | 7 | | 8 | | 9 | | 10 | | 11 | | 12 | 13 | | 14 |
| --- | --- | --- | --- | --- | --- | --- | --- | --- | --- | --- | --- | --- | --- | --- | --- | --- | --- | --- | --- | --- |
| Positie: | 20 | 29 | 38 | 42 | 60 | 91 | 96 | uit | 86 | uit | 192 | uit | 169 | uit | 165 | uit | 193 | 157 | uit | 197 |
| Week: | | 15 | | 16 | | 17 | 18 | | 19 | 20 | 21 | 22 | 23 | 24 | 25 | 26 | 27 | 28 | | 29 |
| Positie: | uit | 178 | uit | 182 | uit | 194 | 177 | uit | 184 | 182 | 121 | 135 | 154 | 123 | 122 | 152 | 135 | 197 | uit | 155 |
| Week: | | 30 | | 31 | | 32 | | 33 | 34 | 35 | 36 | 37 | | 38 | | 39 | | 40 | | 41 |
| Positie: | uit | 175 | uit | 167 | uit | 193 | uit | 200 | 198 | 158 | 151 | 191 | uit | 155 | uit | 196 | uit | 177 | uit | 85 |
| Week: | 42 | 43 | | 44 | 45 | 46 | 47 | 48 | | 49 | | 50 | 51 | 52 | 53 | | 54 | | 55 | |
| Positie: | 90 | 88 | uit | 137 | 130 | 146 | 98 | 101 | uit | 158 | uit | 186 | 141 | 123 | 147 | uit | 193 | uit | 181 | uit |
| Week: | 56 | 57 | 58 | 59 | 60 | 61 | 62 | 63 | 64 | 65 | 66 | 67 | 68 | 69 | 70 | | 71 | | 72 | |
| Positie: | 162 | 137 | 159 | 144 | 132 | 136 | 92 | 110 | 183 | 108 | 134 | 136 | 146 | 177 | 160 | uit | 135 | uit | 113 | uit |
| Week: | 73 | 74 | 75 | | | | | | | | | | | | | | | | | |
| Positie: | 131 | 198 | 179 | uit | | | | | | | | | | | | | | | | |

## Trivia
- Het laatste nummer van het album, Her Majesty, wordt gezien als de eerste hidden track uit de muziekgeschiedenis. Later werd bekend dat "Her Majesty" eigenlijk tussen "Mean Mr. Mustard" en "Polythene Pam" in de Medley op kant 2 terecht had moeten komen, maar Paul McCartney had besloten dit toch maar niet te doen, in verband met het volume- en sfeerverschil. Dat is ook de reden van het plotselinge afbreken met een A-bastoon in plaats van een vol D-akkoord.
- Rechts op de hoes staat Paul Cole (1911 – 13 februari 2008). Cole is een Amerikaanse toerist, die zich er pas van bewust was op de foto te zijn gekomen toen hij de elpee zag.
- De hoes was de directe aanleiding tot de Paul-Is-Deadtheorie (PID). De PID-hints op de hoes zijn de blote voeten van Paul McCartney, de sigaret die de linkshandige McCartney in zijn rechterhand houdt, de Volkswagen Kever met het nummerbord "LMW-28IF", wat zou staan voor Lady McCartney Weeps (mevrouw McCartney huilt). If is Engels voor "als". Als Paul McCartney nog in leven was op het moment van de foto, zou hij 28 jaar zijn. Op de achterkant van de hoes zou bovendien een verdwaalde 3 te vinden zijn, wat erop zou wijzen dat er slechts drie Beatles over waren.
- Op het terrein van de Abbey Road studios staat een webcam gericht op het zebrapad, de live beelden hiervan zijn online te zien op: www.abbeyroad.com/crossing.
- Op 5 oktober 2019 kwam na bijna 50 jaar Abbey Road opnieuw binnen op nr.1 in de Album Top 100[2].